# Colwich, Kansas
Colwich är en ort i Sedgwick County i Kansas. Vid 2010 års folkräkning hade Colwich 1 327 invånare.